# 三国山 (大阪府)
三国山（みくにやま）は、大阪府和泉市・河内長野市と和歌山県伊都郡かつらぎ町にまたがる標高885.7 mの山。三角点は和泉市と河内長野市の境にある。

## 概要
和泉山脈の山であり、頂上付近には航空路監視レーダーや放送局の中継局が設置されている。
頂上すぐ西側、アクセス道（林道）の途中には宿山と七越峠があり、かつて峠には茶屋があったが昭和時代中期には廃れてしまった。
山名は和泉国・河内国・紀伊国の三国国境上にあることにちなむ。

## 交通アクセス
- 国道480号（父鬼街道・粉河線）

大阪府・和歌山県境の鍋谷峠から東へ林道を上り、途中の三叉路を曲がって北へ進む。山頂近くまで舗装されているが、離合施設が少ない。また幅員も狭く大型車の通行は困難。